# Trimeresurus buniana
Trimeresurus buniana là một loài rắn trong họ Rắn lục. Loài này được Grismer Grismer & Mcguire mô tả khoa học đầu tiên năm 2006.